# Let Me Go (Avril Lavigne)
Let Me Go è un brano musicale della cantautrice canadese Avril Lavigne, estratto come terzo singolo dal suo quinto album Avril Lavigne e pubblicato il 15 ottobre 2013. Il brano è realizzato in duetto con l'allora marito della cantante, Chad Kroeger dei Nickelback.
È stato scritto dagli stessi Lavigne e Kroeger insieme a David Hodges.

## Pubblicazione
La canzone è stata annunciata dalla Lavigne su Twitter il 14 febbraio. Il giorno dopo viene quindi pubblicato il singolo su iTunes. Il debutto dal vivo del brano si è tenuto al We Day Concert di Vancouver il 18 ottobre 2013, mentre la seconda esibizione è avvenuta al programma Good Morning America il 5 novembre 2013, che però non ha visto la partecipazione di Chad.

## Video musicale
Il video esce il 15 ottobre 2013, stesso giorno della pubblicazione del singolo.
Il video inizia con un anziano che pulisce il giardino e poi entra in casa. Qui si vede Avril al pianoforte che canta la prima strofa. Dopo il ritornello si vede Chad che canta la seconda strofa. I due saranno insieme nel ritornello finale. Il luogo di ambientazione del video è una casa composta da oggetti di antiquariato. Avril e Chad hanno il ruolo di narratori della storia dell'anziano.
Il video inizia con un anziano signore che pulisce prima il giardino della propria villa, e poi poco dopo, vi entra. Capiamo che la casa è di sua proprietà in quanto ne possiede le chiavi, che usa per aprire la porta. Immediatamente partono le immagini di Avril che suona il pianoforte nella solita casa, ma apparentemente in un momento temporale diverso.
Il signore apre un armadio, all'interno c'è una chitarra e una elegante giacca nera, la indossa e si mette a sedere davanti a uno specchio che riflette l'immagine dell'epoca di Avril che canta, (possiamo notare la differenza del "colore" del periodo temporale. Il presente ha dei colori accesi e vividi, mentre il "passato" viene immerso nel blu, per specificare la malinconia e la nostalgia che vive nel ricordarlo e nel riviverlo.)
Il riflesso dell'anziano si tramuta in Chad che anche lui inizia a cantare e a suonare la chitarra, mentre si alternano le immagini del signore che osserva lo specchio e il riflesso al suo interno di Avril (si può notare nel riflesso e dalla finestra che si trova sopra ad Avril, una luce proveniente da una finestra che assume il ruolo di un riflettore che viene puntato sulla cantante.)
Il signore si gira spesso per vedere la clessidra dietro di lui, e il lento cadere della sabbia, in un momento in cui si rigira ad osservare lo specchio, possiamo vedere Chad che fa il suo stesso movimento al secondo: intuiamo che il signore è Chad invecchiato. Nello stesso momento in cui l'anziano rompe furiosamente la clessidra, Chad interagisce con Avril per cantare una strofa insieme. Fino al momento in cui Chad lascia cantare Avril da sola, andandosene, poi il tempo si riavvolge e la sabbia della clessidra torna velocemente indietro. L'anziano si toglie la giacca e posa la chitarra nell'armadio, facendo sembrare che cammini dentro lo specchio.
Infine, Avril rimane immobile, in silenzio.
In soli 2 giorni il video raggiunge i 6 milioni di visualizzazioni.

## Accoglienza
Let Me Go ha ricevuto critiche generalmente positive. Cornelius Vernon-Boase di Soundscape Magazine ha scritto "è una canzone lenta e ha una sensazione ballata rock con un potente coro". Giuseppe Apodoca di On the Record Carpet ha scritto che la canzone "ricorda molti dei più grandi successi power ballad della Lavigne, tra cui Losing Grip, Nobody's Home e Keep Holding On. Durante la rassegna dell'album, Jason Lipshut di Billboard ha analizzato la canzone dicendo che "è completamente drammatica dopo quattro brani spensierati dell'album". Molti critici hanno apprezzato molto il duetto tra Avril e il marito.

## Classifiche
| Classifica (2013)       | Posizione massima |
| ----------------------- | ----------------- |
| Austria                 | 32                |
| Canada                  | 12                |
| Francia                 | 168               |
| Germania                | 63                |
| Italia                  | 41                |
| Regno Unito             | 66                |
| Stati Uniti             | 78                |
| Stati Uniti (digital)   | 36                |
| Stati Uniti (adult pop) | 20                |
| Svizzera                | 63                |